# 4214 Veralynn
4214 Veralynn eller 1987 UX4 är en asteroid i huvudbältet som upptäcktes den 22 oktober 1987 av den sovjetisk-ryska astronomen Ljudmila Zjuravljova vid Krims astrofysiska observatorium på Krim. Den är uppkallad efter den brittiska sångerskan och skådespelerskan Vera Lynn.
Asteroiden har en diameter på ungefär 8 kilometer.